# GG45

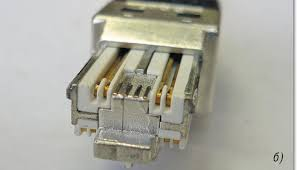
Gros plan d'un GG45.

GG45 est un connecteur utilisé avec du câble catégorie 7 à paires torsadées. GG est l'acronyme de Giga Gate et 45 rappelle sa similitude avec le connecteur RJ45.
Ce connecteur qui permet une bande passante jusqu'à 1000 MHz répond aux critères de la norme ISO/IEC 60603-7-7 pour être couplé avec du câble catégorie 7,. Celui-ci est compatible avec le connecteur RJ45 mais la continuité électrique n'est assurée que pour les 8 connecteurs des connecteurs RJ45.